# A Kacsamesék (1987) epizódjainak listája
Ez a lap a Kacsamesék című sorozat epizódjait mutatja be. Amelyből három évadból, száz epizódból áll. 

## Évados áttekintés
| Évad | Évad     | Epizód   | Évadpremier          | Évadzárás          |
| ---- | -------- | -------- | -------------------- | ------------------ |
|      | 1        | 65       | 1987. szeptember 18. | 1988. január 1.    |
|      | 2        | 10       | 1988. november 24.   | 1989. március 26.  |
|      | 3        | 18       | 1989. szeptember 18. | 1990. február 11.  |
|      | Mozifilm | Mozifilm | 1990. augusztus 3.   | 1990. augusztus 3. |
|      | 4        | 7        | 1990. szeptember 10. | 1990. november 28. |

## Évadok

### Első évad (1987)
| Sor. | Év. | Eredeti cím | Magyar cím                              | Eredeti bemutató     | Magyar bemutató      | Kód |
| ---- | --- | --- | --------------------------------------- | -------------------- | -------------------- | --- |
| 1.   | 1.  | Don't Give Up the Ship | Ne mondjunk le a hajóról!               | 1987. szeptember 18. | 1991. június 16.     | 024 |
| 1.   | 1.  | Donald kacsa bevonul a haditengerészethez, és amíg távol van, három unokaöccsét: Nikit, Tikit, és Vikit Dagobert McCsip gondjaira bízza, a gyerekek nagy-nagybátyjára. Eközben egy titokzatos alak, El Capitán kiszabadítja a börtönből a Beagle Boyokat, hogy azok ellophassanak neki egy térképet Dagoberttől.                                                           |                                         |                      |                      | 024 |
| 2.   | 2.  | Wronguay In Ronguay | Barangolás Beráguájban                  | 1987. szeptember 18. | 1991. június 23.     | 025 |
| 2.   | 2.  | Miután visszaszerezték a térképet, Dagobert és a fiúk rájönnek, hogy a térkép egy elsüllyedt hajó helyét rejti, valahol Beráguájban. Mivel kincseket rejthet, El Capitán és Flintheart Glomgold mindent megtesznek, hogy megállítsák őket. |                                         |                      |                      | 025 |
| 3.   | 3.  | Three Ducks of the Condor | Három kacsa a kondorral                 | 1987. szeptember 18. | 1991. június 30.     | 026 |
| 3.   | 3.  | Mikor Dagobert tudomást szerez a titokzatos Aranynap Völgyéről, nekilát, hogy megszerezze az odavezető út térképét. Az első darabka megszerzéséhez a hegyekbe kell utaznia, de oda csak Szaki Dani saját tervezésű repülőgépével tud eljutni, a botkormánynál pedig a kétbalkezes pilóta, Kvák kapitány ül. A csapathoz csatlakozik Donald is, aki a közelben állomásozik. |                                         |                      |                      | 026 |
| 4.   | 4.  | Cold Duck | Hideg kacsa                             | 1987. szeptember 18. | 1991. július 21.     | 029 |
| 4.   | 4.  | A térkép megszerzése érdekében Dagobert és unokaöccsei az Antarktiszra érkeznek, ahol a színek iránt vágyakozó pingvinek fogságába esnek. Házvezetőnője, Beakley asszonyság és unokahúga, Webby véletlenül a társasággal tartanak, és ők lesznek segítségükre. |                                         |                      |                      | 029 |
| 5.   | 5.  | Too Much of a Gold Thing | Túl sok az aranyból                     | 1987. szeptember 18. | 1991. július 28.     | 030 |
| 5.   | 5.  | Dagoberten úrrá lesz az aranyláz, ahogy elérnek a kincsektől hemzsegő Aranynap Völgyébe. A különféle csapdákon kívül a mohó El Capitánnal is meg kell küzdeniük. |                                         |                      |                      | 030 |
| 6.   | 6.  | Send in the Clones | Hasonmások                              | 1987. szeptember 21. | 1991. május 19.      | 020 |
| 6.   | 6.  | Mágika DeSpell a Beagle Boyokat használja fel arra, hogy megkaparintsa Dagobert szerencsecentjét. Ennek érdekében az unokaöcsök külsejét varázsolja rájuk. |                                         |                      |                      | 020 |
| 7.   | 7.  | Sphinx for the Memories | A múmia bosszúja                        | 1987. szeptember 22. | 1991. szeptember 29. | 039 |
| 7.   | 7.  | Egy ősi egyiptomi szekta elrabolja Donaldot, hogy őt felhasználva támasszanak fel egy rég halott fáraót. Egy főpap azonban elszabadítja a múmiáját, így Dagobertre és a fiúkra vár a feladat, hogy megmentsék. |                                         |                      |                      | 039 |
| 8.   | 8.  | Where No Duck Has Gone Before | Ahol még sosem járt kacsa               | 1987. szeptember 23. | 1991. augusztus 18.  | 033 |
| 8.   | 8.  | Szaki Dani véletlenül egy igazi űrhajót épít a "Kozmosz őrnagy" című sorozat díszletének, amely kilövi a stúdiólátogatás résztvevőit a világűrbe. Az idegenek fogságába esett fiúkat Kvák kapitány képes csak megmenteni, mint az egyetlen igazi pilóta a fedélzeten. |                                         |                      |                      | 033 |
| 9.   | 9.  | Armstrong | Armstrong                               | 1987. szeptember 24. | 1991. április 7.     | 014 |
| 9.   | 9.  | Szaki Dani legújabb találmánya egy Armstrong névre hallgató robot, akit arra tervez, hogy megkönnyítse Dagobert mindennapjait. Ám a tanulékony masina hamarosan önálló érdekeit kezdi el megvalósítani. |                                         |                      |                      | 014 |
| 10.  | 10. | Robot Robbers | Rabló robotok                           | 1987. szeptember 25. | 1991. augusztus 25.  | 034 |
| 10.  | 10. | Az Armstrong-fiaskó után Szaki Dani emberi vezérlésű óriásrobotokat épít Glomgold megrendelésére. Beaglemama ezt kihasználva ellopja az egyiket és kiszabadítja fiait a börtönből. |                                         |                      |                      | 034 |
| 11.  | 11. | Magica's Shadow War | Mágika árnyékháborúja                   | 1987. szeptember 28. | 1991. szeptember 1.  | 035 |
| 11.  | 11. | Mágika a saját árnyékának életre keltésével akarja ellopni Dagobert szerencsecentjét, de a terv kudarcot vall, amikor az árnyék önálló életre kel. |                                         |                      |                      | 035 |
| 12.  | 12. | Master of the Djinni | A dzsinn gazdája                        | 1987. szeptember 29. | 1991. március 10.    | 010 |
| 12.  | 12. | Dagobert és Glomgold meg akarják szerezni maguknak Aladdin dzsinnjét, aki visszaküldi őket az Ezeregyéjszaka idejébe. |                                         |                      |                      | 010 |
| 13.  | 13. | Hotel Strangeduck | Fura kacsahotel                         | 1987. szeptember 30. | 1991. június 2.      | 022 |
| 13.  | 13. | Dagobert szállodává alakíttatna egy épületet, amely egykor egy őrült tudósé volt. Nem hisz benne, hogy az épület el lenne átkozva, de a tények mást mutatnak. |                                         |                      |                      | 022 |
| 14.  | 14. | Lost Crown of Genghis Khan | Dzsingisz Kán elveszett koronája        | 1987. október 1.     | 1991. február 24.    | 008 |
| 14.  | 14. | Dagobert Dzsingisz kán koronáját keresi a Himalájában, ahol egy hószörnnyel is meg kell mérkőznie. |                                         |                      |                      | 008 |
| 15.  | 15. | Duckman of Aquatraz | Az Aquafrász kacsafoglya                | 1987. október 2.     | 1991. július 7.      | 027 |
| 15.  | 15. | Glomgold megvádolja Dagobertet azzal, hogy ellopta egy értékes festményét. A hamis bizonyítékok miatt így a hírhedt Aquafrász börtönbe zárják. |                                         |                      |                      | 027 |
| 16.  | 16. | The Money Vanishes | A pénz eltűnik                          | 1987. október 5.     | 1991. február 17.    | 007 |
| 16.  | 16. | A Beagle Boyok ellopják Szaki Dani hordozható teleporterét, hogy annak segítségével szerezzék meg Dagobert vagyonát. |                                         |                      |                      | 007 |
| 17.  | 17. | Sir Gyro de Gearloose | Sir Dániel Lángész                      | 1987. október 6.     | 1991. április 14.    | 015 |
| 17.  | 17. | Szaki Daninak elege lesz abból, hogy csak egy egyszerű feltaláló, ezért épít egy időgépet, amivel visszamegy a középkorba, hogy ott szerezzen magának hírnevet. |                                         |                      |                      | 015 |
| 18.  | 18. | Dinosaur Ducks | Dinoszauruszkacsák                      | 1987. október 7.     | 1991. február 10.    | 006 |
| 18.  | 18. | Dagobert és Kvák kapitány egy olyan földre utaznak, ahol a dinoszauruszok még mindig élnek. Niki, Tiki és Viki a tiltás ellenére velük tartanak. |                                         |                      |                      | 006 |
| 19.  | 19. | Hero for Hire | A bérbe vehető hős                      | 1987. október 8.     | 1991. március 31.    | 013 |
| 19.  | 19. | Dagobert kirúgja Kvák kapitányt. A munka nélkül maradt pilótát a Beagle Boyok veszik palira, amikor filmforgatásnak álcázva végeztetnek el vele bankrablásokat. |                                         |                      |                      | 013 |
| 20.  | 20. | Superdoo! | Szupercsoda                             | 1987. október 9.     | 1991. május 26.      | 021 |
| 20.  | 20. | A táborozó Dufi, aki nem nagyon élvezi a tábort, véletlenül rátalál egy kristályra, aminek segítségével szuperképességekre tesz szert. A jogos tulajdonosai, az idegenek azonban vissza akarják szerezni. |                                         |                      |                      | 021 |
| 21.  | 21. | Maid of the Myth | A mítoszok leánya                       | 1987. október 12.    | 1991. március 24.    | 012 |
| 21.  | 21. | Beakley asszonyt elrabolják a vikingek, csodás hangja miatt. Dagoberten és unokaöccsein múlik, meg tudják-e menteni. |                                         |                      |                      | 012 |
| 22.  | 22. | Down & Out in Duckburg | Egyszer fent, egyszer lent              | 1987. október 13.    | 1991. november 24.   | 047 |
| 22.  | 22. | Egy régi családi adósság miatt Dagobert elveszti egész vagyonát, s ezért mindannyian szegénykeként kénytelenek élni. |                                         |                      |                      | 047 |
| 23.  | 23. | Much Ado About Scrooge | Sok hűhó Dagobert körül                 | 1987. október 14.    | 1991. augusztus 4.   | 031 |
| 23.  | 23. | Dagobert és unokaöccsei William Quackspire egy elveszett műve után kutatnak. Egy házalóügynök azonban minden lépésüket követi, hogy ő leljen előbb a nyomára. |                                         |                      |                      | 031 |
| 24.  | 24. | Top Duck | Szuperkacsa                             | 1987. október 15.    | 1991. augusztus 11.  | 032 |
| 24.  | 24. | Kvák kapitány családja a városba érkezik, ami szégyenkezéssel tölti el őt balszerencséssége miatt. A beagle Boyok eközben Dagobert új repülőgépét akarják felhasználni legújabb akciójukhoz. |                                         |                      |                      | 032 |
| 25.  | 25. | Pearl of Wisdom | A tudás gyöngye                         | 1987. október 16.    | 1991. március 3.     | 009 |
| 25.  | 25. | Egy titokzatos gyöngy bárkinek végtelen bölcsességet adhat, ha visszaviszik származási helyére. Dagobert pontosan ezt akarja tenni, ám két tolvaj azon mesterkedik, hogy maguknak szerezze meg. |                                         |                      |                      | 009 |
| 26.  | 26. | The Curse of Castle McDuck | A McCsip kastély átka                   | 1987. október 19.    | 1991. május 12.      | 019 |
| 26.  | 26. | Dagobert, a fiúk, és Beakley asszony Skóciába utaznak, a régi McCsip-kastélyba, amely a helybéliek szerint meg van átkozva. |                                         |                      |                      | 019 |
| 27.  | 27. | Launchpad's Civil War | Kvák kapitány polgárháborúja            | 1987. október 20.    | 1991. június 9.      | 023 |
| 28.  | 28. | Sweet Duck of Youth | Az ifjúság édes kacsája                 | 1987. október 21.    | 1991. január 20.     | 003 |
| 29.  | 29. | Earth Quack | Földrengés                              | 1987. október 22.    | 1991. január 13.     | 002 |
| 30.  | 30. | Home Sweet Homer | Otthon, édes otthon                     | 1987. október 23.    | 1991. július 14.     | 028 |
| 30.  | 30. | Az ókori Görögországban a velejéig gonosz Kirké megpróbálja átvarázsolni Odüsszeusz fiát, Homér herceget a modern korba, hogy megkaparinthassa Ithakát. Azonban a varázslat balul sül el, Dagobertéket hozza a modern korból Ithakába. |                                         |                      |                      | 028 |
| 31.  | 31. | Bermuda Triangle Tangle | Bonyodalom a Bermuda-háromszögben       | 1987. október 26.    | 1991. április 28.    | 017 |
| 31.  | 31. | Dagobert hajói egymás után tűnnek el a Bermuda-háromszögben. Végül Dagobert megunja, és személyesen jár utána a dolognak. Hamarosan kiderül, bejutni könnyű ugyan, na de kijutni... az lehetetlen. |                                         |                      |                      | 017 |
| 32.  | 32. | Micro Ducks from Outer Space | Mikro-kacsák az űrből                   | 1987. október 27.    | 1991. január 27.     | 004 |
| 32.  | 32. | Óriási eladhatatlan búzafölöslegért jönnek apró de fejlett űrbéli kacsák Dagoberthez. A fizetség fejében gyémántokat kínálnak, amiket azonban fel kell nagyítaniuk. Mikor távoznak, a nagyítógépük ottmarad, és egy baleset következtében lekicsinyíti Dagobertet és az unokaöccseit. Ha nem tesznek valamit, örökre aprók maradnak.                                       |                                         |                      |                      | 004 |
| 33.  | 33. | Back to the Klondike | Vissza Klondike-ba                      | 1987. október 28.    | 1991. január 6.      | 001 |
| 33.  | 33. | Dagobert visszatér Klondike-ba, ahol annak idején az aranyásás rengeteg hasznot (és ellenséget) hozott neki. Ott ismerte meg egyetlen szerelmét, Aranykát. Azonban visszatértekor nemcsak ő, hanem gonosz ellenlábasa, Veszélyes Dan is felbukkan a múltból. |                                         |                      |                      | 001 |
| 34.  | 34. | Horse Scents | Lószimat                                | 1987. október 29.    | 1991. május 5.       | 018 |
| 35.  | 35. | Scrooge's Pet | Dagobert bácsi kedvenc háziállata       | 1987. október 30.    | 1991. február 3.     | 005 |
| 35.  | 35. | Új háziállatot kap Dagobert: egy lemminget. Balszerencséjére azonban a kis jószág megkaparintja a páncélterem titkos kódját egy medalionba zárva. Ezzel egyidőben jő el a híres lemming-vonulás időszaka. El kell kapni a kis bajkeverőt minél hamarabb! |                                         |                      |                      | 005 |
| 36.  | 36. | A Drain on the Economy | A pénzes csatorna                       | 1987. november 2.    | 1991. szeptember 8.  | 036 |
| 36.  | 36. | Makaróni királyságában világító gyümölcsöket fedeznek fel, ami hatalmas hasznot hozna Dagobertnek vagy Glomgoldnak – aki gazdagabb a másiknál. Glomgold felbéreli a Beagle Boyokat, hogy rabolják ki Dagobertet. Bár kudarcot vallanak, Dagobert pénze mégis a csatornában köt ki. Vissza kell szerezni!                                                                   |                                         |                      |                      | 036 |
| 37.  | 37. | A Whale of a Bad Time | A gonosz bálna                          | 1987. november 3.    | 1991. szeptember 22. | 038 |
| 37.  | 37. | A korábbi balszerencse okán Dagobert fagylaltszállítmánynak álcázza a pénzét, hogy Makaróniba juttassa. A gonosz Glomgold azonban kiszagolja a titkot, és egy professzor segítségével elsüllyeszti a pénzrakományt az óceán fenekére. Érdekesség: Ennek az epizódnak az ismétlését szakította meg a Magyar Televízió 1993. december 12-én Antall József halálakor.         |                                         |                      |                      | 038 |
| 38.  | 38. | Aqua Ducks | Tengeri kaland                          | 1987. november 4.    | 1991. október 6.     | 040 |
| 38.  | 38. | Dagoberték meglelik az elsüllyedt pénzt. A probléma csak az, hogy az óceán fenekén békaszerű lények élnek Atlantisz városában, és nem épp barátságosak. |                                         |                      |                      | 040 |
| 39.  | 39. | Working for Scales | Pénz a mérlegen                         | 1987. november 5.    | 1991. október 27.    | 043 |
| 39.  | 39. | Glomgold már megérkezett Makaróniba az ő pénzével, de Dagobert is útban van vele, a felszínre hozott Atlantiszt felhőnek álcázva. Most dől el, kinek is több a pénze, és ki nyeri el Makaróni világító gyümölcseinek eladási jogát. |                                         |                      |                      | 043 |
| 40.  | 40. | Merit-Time Adventure | Kalandok próbaidőben                    | 1987. november 6.    | 1991. április 21.    | 016 |
| 41.  | 41. | The Golden Fleecing | Az aranygyapjú                          | 1987. november 16.   | 1991. november 17.   | 046 |
| 42.  | 42. | Ducks of the West | Vadnyugati kacsák                       | 1987. november 17.   | 1991. szeptember 15. | 037 |
| 42.  | 42. | Rettenetes dolog történik: Dagobert olajvállalatánál elfogy az olaj, minden üzem és gépjármű leáll. Más választás nem lévén, Dagobert maga utazik el Texasba, hogy megfejtse a kiszáradó olajkutak okozta talányt. |                                         |                      |                      | 037 |
| 43.  | 43. | Time Teasers | Időhúzók                                | 1987. november 18.   | 1991. október 13.    | 041 |
| 44.  | 44. | Back Out in the Outback | Látogatás a vadonban                    | 1987. november 19.   | 1991. október 20.    | 042 |
| 45.  | 45. | Raiders of the Lost Harp | Az eltűnt hárfa elrablói                | 1987. november 20.   | 1991. november 3.    | 044 |
| 45.  | 45. | A legendás Igazmondás Hárfája megszerzése után Dagobert üzletei fellendülnek. Ám a hárfa őrzője, egy óriási, elpusztíthatatlan minotaurusz az ereklye nyomába ered. |                                         |                      |                      | 044 |
| 46.  | 46. | The Right Duck | Az igazi kacsa                          | 1987. november 23.   | 1991. december 1.    | 048 |
| 47.  | 47. | Scroogerello | Dagopipőke                              | 1987. november 24.   | 1991. december 8.    | 049 |
| 47.  | 47. | Dagobert bácsi beteg. Webby, hogy segítsen, felolvas neki egy mesét – a Hamupipőkét. Dagobert álomba szenderül, és hogy, hogy nem, ő maga lesz a mese főhőse. |                                         |                      |                      | 049 |
| 48.  | 48. | Double-O-Duck | A 00-s kémkacsa                         | 1987. november 25.   | 1991. december 15.   | 050 |
| 49.  | 49. | Luck o' The Ducks | Kacsaszerencse                          | 1987. november 26.   | 1991. november 10.   | 045 |
| 50.  | 50. | Duckworth's Revolt | Eduháp lázadása                         | 1987. november 27.   | 1992. április 5.     | 053 |
| 51.  | 51. | Magica's Magic MirrorTake Me Out of the Ballgame | Mágika varázstükreHagyj ki a játékból   | 1987. november 30.   | 1991. március 17.    | 011 |
| 51.  | 51. | Mágika egy pár mágikus tükör segítségével próbálja megszerezni Dagobert szerencsecentjét.Az Ifjú Mormoták a Vadászkopók ellen játszanak az idei baseball-bajnokságon. Kvák Kapitány a Mormoták edzője, azonban a kötelesség elszólítja. Eduháp kénytelen helyettesíteni őt...aki semmit nem tud a baseballról.                                                             |                                         |                      |                      | 011 |
| 52.  | 52. | Duck To The Future | Kacsa a jövőben                         | 1987. december 1.    | 1991. december 29.   | 052 |
| 52.  | 52. | Dagobert aggódik, mert az unokaöccseinek semmi üzleti érzékük nincs. Jósnőhöz megy el, hogy megtudja, mit hoz a jövő. A jósnő azonban a gonosz Mágika, aki a jövőbe száműzi őt. |                                         |                      |                      | 052 |
| 53.  | 53. | Jungle Duck | Kacsa a rengetegben                     | 1987. december 2.    | 1991. december 22.   | 051 |
| 54.  | 54. | Launchpads First Crash | Hogyan zuhant le először Kvák kapitány? | 1987. december 3.    | 1992. május 31.      | 055 |
| 54.  | 54. | Egy légikatasztrófa során Dagobert és Kvák Kapitány a sivatag közepén rekednek. A roncs menedékében aztán visszaemlékeznek a legelső találkozásukra. |                                         |                      |                      | 055 |
| 55.  | 55. | Dime Enough for Luck | A szerencse fia                         | 1987. december 4.    | 1992. április 26.    | 057 |
| 55.  | 55. | Lúd Báj gúnár Dagobert jó barátja, aki a szerencséjéből él – bármibe is fog bele, sikerül neki. Dagobert eleinte nem hisz a dologban, viszont mikor Mágika megkaparintja a szerencse-centjét Lúd Báj segítségével, kénytelen elismerni, hogy a balszerencse igenis létezik.                                                                                                |                                         |                      |                      | 057 |
| 56.  | 56. | Duck in the Iron Mask | A vasálarcos kacsa                      | 1987. december 7.    | 1992. május 3.       | 058 |
| 56.  | 56. | Montedumas királyságában él Roy gróf, Dagobert régi gyerekkori barátja. Mikor azonban Dagobert meglátogatja a kis királyságot, hamar kiderül, a régi barátság már nem az igazi. |                                         |                      |                      | 058 |
| 57.  | 57. | The Uncrashable Hindentanic | Az elpusztíthatatlan Hindentanik        | 1987. december 8.    | 1992. április 19.    | 056 |
| 58.  | 58. | The Status Seekers | Egy nagyvilági kacsa                    | 1987. december 9.    | 1992. május 24.      | 059 |
| 59.  | 59. | Nothing to Fear | Ne félj semmit!                         | 1987. december 14.   | 1992. június 14.     | 060 |
| 59.  | 59. | Az ördögi Mágika varázslattal életre kelti a McCsip-ház minden lakójának félelmét. Vajon elég bátrak lesznek ahhoz, hogy szembenézzenek velük? Vagy ezúttal Mágika nevet utoljára? |                                         |                      |                      | 060 |
| 60.  | 60. | Dr. Jekyll & Mr. McDuck | Dr. Jekyll és Mr. McCsip                | 1987. december 23.   | 1992. június 21.     | 061 |
| 60.  | 60. | Egy árverés során különös parfüm jut Dagobert birtokába. Aki befújja vele magát, elkezdi szórni a pénzét. Az ellenszer megtalálása nehéz, főleg, hogy a Zsebfelmetsző nevű bűnöző is a képbe kerül. A kiskacsák felkeresik Sherlock Jones-t, a híres detektívet. |                                         |                      |                      | 061 |
| 61.  | 61. | Once Upon A Dime | Egy cent volt, hol nem volt             | 1987. december 24.   | 1992. július 12.     | 062 |
| 61.  | 61. | A pénzfényesítő-napon a kiskacsák megkérdezik Dagobertet, honnan szerezte a vagyonát? Dagobert elmeséli az egész történetet. |                                         |                      |                      | 062 |
| 62.  | 62. | Spies in Their Eyes | Halvány kémszemek                       | 1987. december 25.   | 1992. április 12.    | 054 |
| 62.  | 62. | Egy hipnotizőr kimossa Donald agyát, hogy adjon neki egy távirányítót egy tengeralattjáróhoz, amelyet Scrooge cégei építettek a haditengerészet számára. Ennek eredményeként Donaldot hadbíróság elé állítják, hacsak Scrooge és a fiúk nem tudják tisztázni a nevét. |                                         |                      |                      | 054 |
| 63.  | 63. | All Ducks On Deck | Minden kacsa a fedélzetre               | 1987. december 30.   | 1992. július 19.     | 063 |
| 63.  | 63. | Donald kacsa rövid vakációja után visszatér a hadiflottához. Unokaöccsei tudtán kívül vele tartanak, hogy lássák, micsoda hős. A Macska-szigetről eközben eltűnnek a lakosok. |                                         |                      |                      | 063 |
| 64.  | 64. | Ducky Horror Picture Show | Quacky horror picture show              | 1987. december 31.   | 1992. augusztus 2.   | 064 |
| 65.  | 65. | Till Nephews Do Us Part | Míg unokaöcsök el nem választanak       | 1988. január 1.      | 1992. augusztus 16.  | 065 |
| 65.  | 65. | Dagobert megismerkedik egy csinos és gazdag nővel, Millionáliával. Az unokaöccseinek viszont nem tetszik a dolog, gyanítják, hogy a nő pénzvadász és érdekházasságot akar. |                                         |                      |                      | 065 |

### Második évad (1988-1989)
| Sor. | Év. | Eredeti cím                      | Magyar cím                            | Eredeti bemutató   | Magyar bemutató      | Kód |
| ---- | --- | -------------------------------- | ------------------------------------- | ------------------ | -------------------- | --- |
| 66.  | 1.  | Marking Time                     | Az idő pénz                           | 1988. november 24. | 1992. augusztus 23.  | 066 |
| 67.  | 2.  | The Duck Who Would Be King       | A kacsa, akiből király lehetett volna | 1988. november 24. | 1992. augusztus 30.  | 067 |
| 68.  | 3.  | Bubba Trubba                     | Bajok Bubbával                        | 1988. november 24. | 1992. szeptember 6.  | 068 |
| 69.  | 4.  | Ducks on the Lam                 | Kacsák a pácban                       | 1988. november 24. | 1992. szeptember 13. | 069 |
| 70.  | 5.  | Ali Bubba's Cave                 | Ali Bubba barlangja                   | 1988. november 24. | 1992. október 18.    | 070 |
| 71.  | 6.  | Liquid Assets                    | Folyótőke                             | 1989. március 26.  | 1992. november 1.    | 071 |
| 72.  | 7.  | Frozen Assets                    | Tőke jegelve                          | 1989. március 26.  | 1992. november 8.    | 072 |
| 73.  | 8.  | Full Metal Duck                  | Tiszta fém kacsa                      | 1989. március 26.  | 1992. november 15.   | 073 |
| 74.  | 9.  | The Billionaire Beagle Boys Club | A milliárdos Bigi boyok klubja        | 1989. március 26.  | 1992. november 22.   | 074 |
| 75.  | 10. | Money to Burn                    | Arany az olvasztótégelyben            | 1989. március 26.  | 1992. november 29.   | 075 |

### Harmadik évad (1989-1990)
| Sor. | Év. | Eredeti cím | Magyar cím                  | Eredeti bemutató     | Magyar bemutató    | Kód |
| ---- | --- | --- | --------------------------- | -------------------- | ------------------ | --- |
| 76.  | 1.  | The Land of Trala La | Trallala földjén            | 1989. szeptember 18. | 1992. december 13. | 076 |
| 76.  | 1.  | Dagobert szinte megbolondul attól, hogy mindenkinek a pénzére fáj a foga. Ideggyógyszert szed, és elutazik egy irtó távoli országba, ahol nem létezik a pénz. Arra azonban nem számít, hogy a gyógyszerének a kupakja mennyi bajt csinál majd.    |                             |                      |                    | 076 |
| 77.  | 2.  | Allowance Day | Sok hűhó a zsebpénzért      | 1989. szeptember 19. | 1992. december 27. | 078 |
| 78.  | 3.  | Bubbeo & Juliet | Bobbeo és Júlia             | 1989. szeptember 20. | 1994. március 20.  | 079 |
| 79.  | 4.  | The Good Muddahs | Hétpróbás pótmamák          | 1989. szeptember 21. | 1994. március 27.  | 080 |
| 80.  | 5.  | My Mother the Psychic | Anyám, a csodabogár         | 1989. szeptember 22. | 1992. december 20. | 077 |
| 80.  | 5.  | Tóbiás anyját megcsapja az áram, ennek hatására telepatikus képességei lesznek, amik nagyon jövedelmezőek Dagobert számára. A velejéig romlott Glomgoldnak több se kell: el akarja rabolni az asszonyt, hogy profitáljon a csúcsképességből ő is. |                             |                      |                    | 077 |
| 81.  | 6.  | Metal Attraction | Metál vonzalom              | 1989. november 2.    | 1994. április 10.  | 082 |
| 81.  | 6.  | Szaki Dani takarítórobotot tervez a McCsip-házba. Arra azonban nem számít, hogy a beléprogramozott érzelmek miatt bele fog szeretni Robokacsába.                                                                                                  |                             |                      |                    | 082 |
| 82.  | 7.  | Dough Ray Me | Pénzfürdő                   | 1989. november 3.    | 1994. április 24.  | 084 |
| 82.  | 7.  | Újabb találmány borzolja a kedélyeket: egy szerkentyű, ami mindent képes megduplázni - még a pénzt is. Ráadásul nincs is kellően letesztelve, ennek hatására Hápbörg népe hamar megtanulja, mi is az a hiperinfláció.                             |                             |                      |                    | 084 |
| 83.  | 8.  | Bubba's Big Brainstorm | Bubba elmebaja              | 1989. november 6.    | 1994. április 17.  | 083 |
| 83.  | 8.  | Dagobertnek elege van abból, hogy Bubba a butaságával csak bajt okoz. Szaki Dani azonban ész-készüléket alkot, amivel egycsapásra zseni lesz az őskacsából.                                                                                       |                             |                      |                    | 083 |
| 84.  | 9.  | The Big Flub | A nagy találmány            | 1989. november 7.    | 1995. január 8.    | 087 |
| 84.  | 9.  | Egyszeregy Tóbiás termékforgalmazásba vág bele. Szaki Daninak hála be is fut a PEP nevű csodarágó segítségével. Természetesen ez a találmány sincs letesztelve...                                                                                 |                             |                      |                    | 087 |
| 85.  | 10. | A Case of Mistaken Secret Identity | A téves inkognitó esete     | 1989. november 8.    | 1995. január 15.   | 088 |
| 85.  | 10. | Robokacsa személyazonossága kitudódik, igaz, nem egészen úgy, ahogy kellene: Kvák Kapitányról hiszi mindenki ezt. És neki nincs ellenére a dolog egyáltalán.                                                                                      |                             |                      |                    | 088 |
| 86.  | 11. | Blue Collar Scrooge | McCsip, a melós             | 1989. november 9.    | 1995. január 1.    | 086 |
| 86.  | 11. | Dagobert egy gördeszkagyárban történt látogatás után amnéziás lesz, és senki nem ismeri őt fel. Mindeközben Dagobert hiánya egyre inkább égető lesz.                                                                                              |                             |                      |                    | 086 |
| 87.  | 12. | Beaglemania | Beagles mánia               | 1989. november 10.   | 1994. május 1.     | 085 |
| 87.  | 12. | A Beagle Boyok egy sikertelen rablási kísérlet után úgy határoznak, felhagynak a bűnözéssel, és együttest alkotnak inkább. Beagle Mamának nem tetszik a dolog.                                                                                    |                             |                      |                    | 085 |
| 88.  | 13. | Yuppy Ducks | Az ifjú cégvezetők          | 1989. november 13.   | 1994. április 3.   | 081 |
| 88.  | 13. | Dagobert beteg lesz, karanténban kell lennie. A távolléte alatt az üzleti élet nem áll le azonban, a kiskacsáknak kell vezetniük a hatalmas vállalatbirodalmat.                                                                                   |                             |                      |                    | 081 |
| 89.  | 14. | The Bride Wore Stripes | Csíkos menyasszonyi ruha    | 1989. november 14.   | 1995. január 22.   | 089 |
| 89.  | 14. | Beagle Mama új terve beválik: házasságot színlelve kaparintja meg Dagobert vagyonát. A dolog végül odáig fajul, hogy maguknak a Beagle Boyoknak is elegük lesz belőle.                                                                            |                             |                      |                    | 089 |
| 90.  | 15. | The Unbreakable Bin | A betörhetetlen páncélterem | 1989. november 15.   | 1995. január 29.   | 090 |
| 90.  | 15. | Szaki Dani legújabb találmánya a protektív üveg, amit képtelenség betörni, Robokacsa és a rendőrök is elvesztik a munkájukat. De vajon TÉNYLEG törhetetlen?                                                                                       |                             |                      |                    | 090 |
| 91.  | 16. | Attack of the Fifty-Foot Webby | Webby óriás lesz            | 1989. november 16.   | 1995. február 5.   | 091 |
| 92.  | 17. | The Masked Mallard | Zorro kacsa                 | 1989. november 17.   | 2006. junius 10.   | 093 |
| 93.  | 18. | A Duck Tales' Valentine | Hápbörgi Bálint-nap         | 1990. február 11.    | N/A                | 096 |

### Mozifilm
| Eredeti cím                                    | Magyar cím                            | Eredeti bemutató   | Magyar bemutató |
| ---------------------------------------------- | ------------------------------------- | ------------------ | --------------- |
| DuckTales the Movie: Treasure of the Lost Lamp | Kacsamesék: Az elveszett lámpa kincse | 1990. augusztus 3. | 1991. május 24. |

### Negyedik évad (1990)
| Sor. | Év. | Eredeti cím                 | Magyar cím                    | Eredeti bemutató     | Magyar bemutató  | Kód |
| ---- | --- | --------------------------- | ----------------------------- | -------------------- | ---------------- | --- |
| 94.  | 1.  | Ducky Mountain High         | A kacsahegyek mélyén          | 1990. szeptember 10. | 2006. junius 9.  | 092 |
| 95.  | 2.  | Attack of the Metal Mites   | Fémfaló termeszek             | 1990. szeptember 18. | N/A              | 097 |
| 96.  | 3.  | The Duck Who Knew Too Much  | A kacsa, aki túl sokat tudott | 1990. szeptember 26. | 2006. junius 12. | 094 |
| 97.  | 4.  | New Gizmo-Kids on the Block | Robokacsa palánták            | 1990. november 5.    | N/A              | 098 |
| 98.  | 5.  | Scrooge's Last Adventure    | Még egyszer utoljára          | 1990. november 17.   | 2006. junius 13. | 095 |
| 99.  | 6.  | The Golden Goose (Part 1-2) | Az aranygúnár (1-2. rész)     | 1990. november 27.   | N/A              | 099 |
| 100. | 7.  | The Golden Goose (Part 1-2) | Az aranygúnár (1-2. rész)     | 1990. november 28.   | N/A              | 100 |